# 中国的西北角
《中国的西北角》，是中国记者范长江的著作。记录从1935年7月起，范长江作为《大公报》旅行记者的沿途见闻，向读者報道了当时中国工农红军长征的情况，《大公报》于1936年8月将其通讯集册出版。

## 主题
在《中国的西北角》中，范长江報道了当时中国西南、西北地区的时局状况。全书由一系列的通讯结集而成，这使得书中描写内容客观真实，较少夹杂作者自己的观点。书中包含中国国内第一次在报纸上公开如实报道工农红军长征的通讯，它也让人们在获得对红军正确的认识方面有着不可取代的积极意义。书中所涉内容广泛，描绘的人物形形色色，既有军政要人，又有山川小民，涵盖了从社会上层至底层的各种人物的生活。
这本书同时也揭示了当时国内日益尖锐的民族矛盾、民族压迫的问题，深入透彻的分析和独到的见解，大大震动了当时的新闻界。
另外，1938年日本的松枝茂夫翻译了本书。所制成的日译版，使得范长江扬名海外，进一步扩大了他的影响力。

## 评价
20世纪30年代《中国的西北角》一版再版，产生巨大影响，获得轰动性的成功。与当时的“西北开发”策略相衬而生，对于揭露当时社会黑暗、吏治腐败、民族矛盾等问题均有重要的意义。